# Huaca San Borja
La Huaca San Borja es un sitio arqueológico ubicado en el distrito de San Borja, en la ciudad de Lima, capital del Perú. Es una estructura piramidal trunca, que perteneció a la cultura Ichma (900-1450 d. C.), y que también fue ocupada por los incas (1450-1532 d. C.).

## Historia
Es el legado de la gran arquitectura del centro pre Tawantinsuyu, cuyo monumento surgió en el vientre de la cultura Ichma. Está ubicada en el cruce de las avenidas Canadá y De la Arqueología. Está construido en Adobón (tierra apisonada). El muro descansa sobre sillares colocados en sucesivos apéndices, y se extiende hacia el exterior en suave pendiente, su altura se consigue mediante la técnica de relleno de espacios interiores superpuestos verticalmente, tabiques interiores de norte a sur e inclinados de este a oeste, como contenedor de estos rellenos. Esta construcción es la más antigua en lo que concierne a características propias del horizonte medio, sobre todo por la planta y elevación rectilínea de sus estructuras, además estas son más visibles desde el exterior. Son monumentales y técnicamente se repiten en sus contornos exteriores sur, este y oeste. Tienen aproximadamente de 4 a 6 paredes exteriores conectadas continuamente por una suave pendiente que encierra, delimita y cerca las unidades de construcción interior bien conservadas de 7 metros de altura en la esquina suroeste. Los muros de bloques trenzados son una forma arquitectónica intermedia tardía asociada con tipos de edificios arqueológicos similares en otros centros arquitectónicos ubicados en diferentes direcciones del Valle de Lima con métodos de construcción similares. Después, el monumento de San Borja pasa a formar parte del dominio Tawantinsuyu, ya que los Ichmas se dejaron anexar pacíficamente. En este contexto tomó el papel de Tambo, eran instituciones políticas y administrativas conocidas por funcionar como un organismo de dominio social y político a nivel local. 
En la actualidad, es el sitio arqueológico mejor conservado del distrito de San Borja, ya que se encuentra cercado en todo su alrededor. Cuenta con seguridad personal y sus visitas son estrictamente vigiladas para evitar cualquier daño al monumento pre inca.

## Ubicación
Está ubicada con exactitud en la esquina de las avenidas Canadá y De la Arqueología, circunscrito en el distrito de San Borja, Lima 15021. Anteriormente, pertenecía a una parte del antiquísimo Complejo Limatambo, hoy prácticamente desaparecido. Este centro arqueológico, en específico la huaca, es vecina de espacios tan diversos como el ramillete institucional vecino conformado por el Minist. De Educación, el Minist. De Cultura, el Teatro Nacional del Perú y la Biblioteca, además a sus alrededores cuenta con diversos negocios, como también, tiene de aledaños al asentamiento humano San Juan Masías.

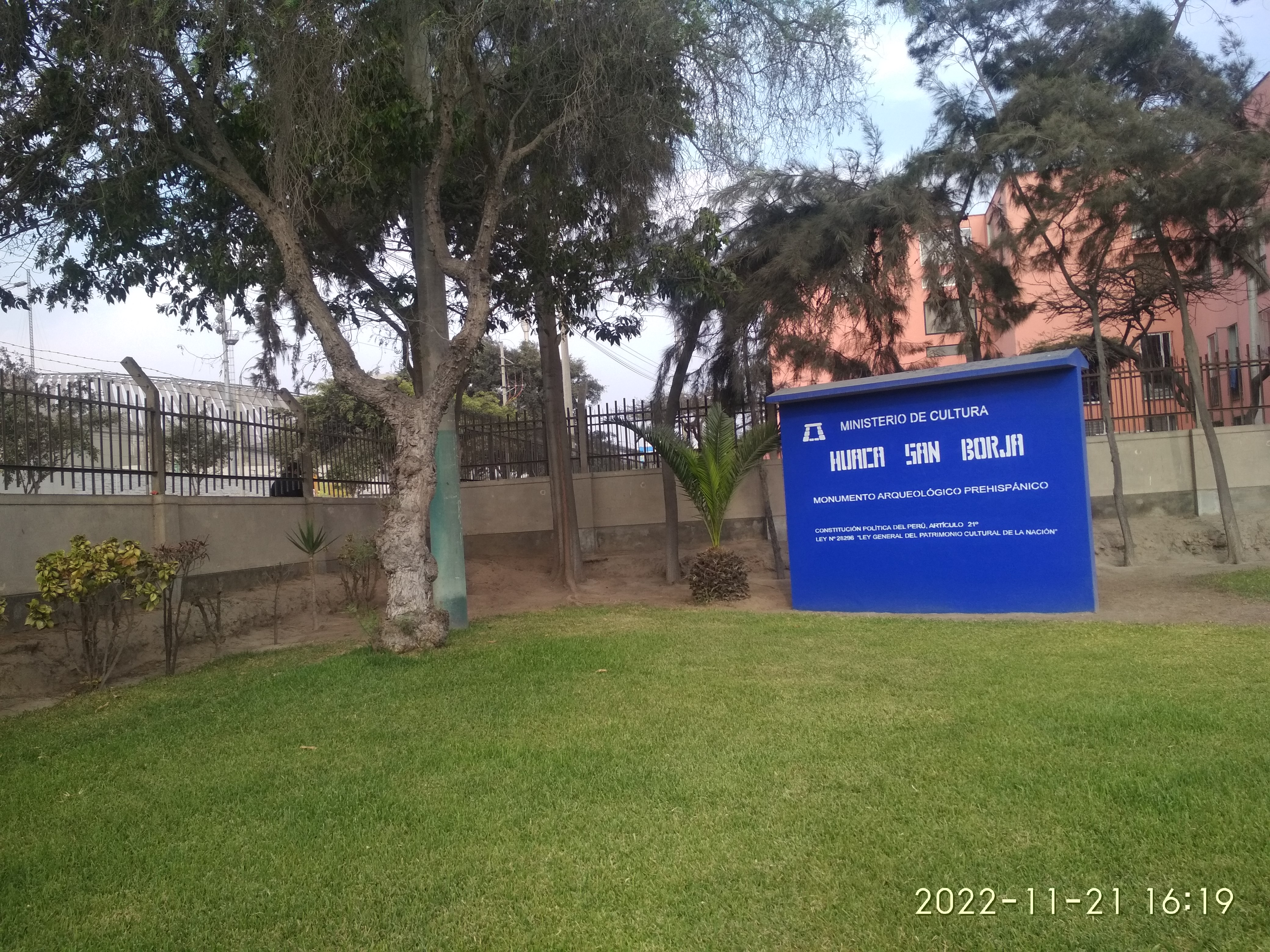
Placa de la Huaca San Borja.

-Latitud
-12° 5' 3" o 12.08417° sur.
Longitud
-77° 0' 1" o 77.00024° u oeste.
Openlocationcode
57V4WX8X+8W
Open Street MapID
way: 153125090
Wikidatas ID
Q5903819

## Cronología
- Intermedio Tardío (1100-1500 d. C.). Bajo la jurisdicción del curacazgo de Maranga, dependiente a la vez del Señorío Ichma.
- Horizonte Tardío (1500-1532 d. C.) Ocupación inca.

En el contexto del Período Intermedio Tardío, aproximadamente entre 1100 y 1500, la Huaca San Borja constituyó parte de la cultura Ichma, también conocido como Ychima, entidad política que gobernó la región Lima antes de la arribada de los Incas. Señorío de Ichma prosperó sustancialmente en la zona central de la costa limeña, incluyendo los bajos valles de las cuencas de los ríos Rímac y Lurín; la comunidad local Ichma estuvo dirigida por el centro religioso Pachacámac. Durante el período Horizonte Tardío, ya establecido como un señorío anexado al dominio del Tahuantinsuyo, creció tanto en términos de población como de producción. 
En este contexto se construyeron al menos 17 huacas, y así Ichma se convirtió en una cultura de prestigio. Durante la conquista, los españoles a su llegada destruyeron muchas huacas con el fin de encontrar tesoros escondidos. Es por ello, que actualmente solo quedan dos huacas sobrevivientes de estos saqueos españoles, la Huaca San Borja y el Centro Arqueológico de Limatambo.[2] En la colonia, la ciudad de Lima concedió tierras al secretario Gabriel Calderón y al conquistador Antonio Cortijo. Posteriormente, el lugar, al igual que la comarca, cayó en manos de los jesuitas hasta el momento en el que fueron expulsados según la consigna del rey Carlos III de España. 
Desde ese entonces, el lugar ha pasado por diferentes propietarios, por lo que, estuvo en estado de abandono un largo tiempo. En 1962, Brescia Cafferatta, quienes eran hermanos, tenían el control del distrito donde se encuentra la huaca, y vendieron el terreno del actual distrito de San Borja, con el fin de construir una parroquia y una escuela. En ese momento, toda esta zona pertenecía al distrito de Surquillo.[3]
 

El primero de junio de 1983, en el segundo Gobierno del entonces presidente, Fernando Belaúnde Terry. El legislativo, es decir, el Pleno del Legislativo peruano, estableció la Ley 23604 que ordena la creación de un nuevo distrito que llevaría de nombre San Borja, asimismo, disponía la escisión del distrito de Surquillo. Es así, que en la actualidad, la Huaca pertenece al distrito de San Borja, y por ello lleva el mismo nombre. Siendo un centro administrado por el Ministerio de Cultura, quien vela por su cuidado y difusión.[4]

## Contexto histórico
Situada en el valle bajo del Rímac, fue una sede administrativa y ceremonial, aunque menor, del señorío Ichma, hallándose cerca del influjo del canal Huatica, importante sistema de irrigación que se extendía hasta Maranga y que aun sobrevive.
Esta huaca formaba parte del Complejo Arqueológico Limatambo, hoy prácticamente desaparecido a causa la expansión urbana, donde se dice que vivió Taulichusco, el último curaca de Lima, siglo XVI.

## Cultura Ichma o Ychima, origen de la Huaca San Borja
Etimología
Según María Rostworowski, en la investigación que realizó a los diccionarios de Diego González de Holguín y el cronista de Charcas, Fray Antonio de la Calancha que la palabra Ichma se usaba para denotar un tinte rojo que probablemente era el azogue o el achiote, plantas provenientes de un arbusto nativo de América.
Ubicación
La cultura Ichma, cubre los valles medios, al igual en los bajos de los ríos Rímac y Lurín en el centro costero de lo que hoy abarca la provincia de Lima, parte del área donde una vez brilló la cultura Lima. De hecho, las fuentes etnohistóricas indican que la cultura Ichma, gobernó los valles hasta la época de los incas, pero la data arqueológica que se maneja evidencia diferentes estilos cerámicos, por ello se puede deducir que la población se agrupó en varios cacicazgos con diferentes características que permitió crear una diversidad de obras. Existen teorías que los Ichmas se extendieron hasta el valle en Mala, no obstante, todavía no se ha definido exactamente cuáles fueron los límites de los dóminos del estado Ichma.
Capital y sus centros
La capital fue Pachacámac, que concentró a todos estos complejos políticos, en su momento ya era un antiguo centro ceremonial administrativo, que se amplió enormemente con la construcción de la llamada pirámide de adobon con rampa. Este centro religioso alberga una deidad muy respetada por su oráculo y por si fuera poco, su prestigio alcanzaba más allá de los límites que dominaba el señor de ichma. Los residentes de los diferentes valles costeros e incluso de las montañas llegaban en peregrinaje para hacer sus preguntas y peticiones a su Dios. El ídolo estaba hecho en tallado, delicado de madera y colocado en una pequeña habitación. Su prestigio prevaleció intacta durante todo el resplandor del período Inca hasta la conquista española. Sus otros poblados fueron Chontay, Maracuyá, Mal Paso, Jacinto Grande, Molle, Avillay, Huaycán, Pampa de Flores y Manchay Alto. Además, destacaban las huacas llamadas: Tres Palos, Huaca San Borja, Fortaleza de Campoy. San Miguel, La Cruz, Mangomarca, Mateo Salado, La Palma, Huaca Huantille, Cruz Blanca, etc..
Organización social
Ellos se dividieron por especialidades en pescadores, agricultores, comerciantes, artesanos. Claramente, en la élite social se encontraban los nobles o señores de la clase dominante.
Organización económica
Las actividades económicas más importantes son la pesca, el comercio y la agricultura de excedentes de producción. Además, también aprovecharon y mejoraron las redes de canales y/o acequias que heredaron de la cultura Lima, obteniendo así una gran fuente que potenciaba sus cultivos. El valle de Lima en ese entonces era muy fértil y por esa ventaja podría alimentar a su gran población. Asimismo tenía función religiosa, el gran edificio ceremonial era el principal almacén de alimentos y centro de producción de artículos suntuarios.
Cerámica
Las infraestructuras realizadas por los Ichmas se encuentran relacionada con la cerámica, que tiene sus propias imágenes. La tradicional cerámica ichma tiene como características, ser de pasta espesa y de color rojo brillante, a veces decorada con combinaciones de blanco y negro o rojo y blanco, con decoraciones escultóricas llevaba la "cara gollote", es decir, rostros estilizados que adornan la garganta o el cuello alargado de la vasija, también contiene artículos con figuras antropomorfas, figuras de aves, peces y animales.
Arquitectura
Los ichmas dejaron como legado grandes expresiones importantes de la arquitectura, así son las pirámides truncas elaboradas con adobes; sin embargo, hay algunas infraestructuras que descansan sobre una base de piedra. Asimismo, se puede discernir un patrón religioso común entre todos ellos. Se caracterizan por dos razones. Primero Sus tapiales, es decir, los adobes grandes o de tierra compactada, fueron muy utilizados, y dejaron de lado los métodos pequeños o de adobe propios de la cultura limeña anterior. Segundo, la existencia sobresaliente de grandes rampas con acceso al lugar en su centro, Pachacámac, también se han detectado similitud en al menos 15 templos en ese aspecto, pero en los otros gozaban de diferentes características cada una. Además, tenían una función ceremonial o religiosa, estos edificios también se usaban como almacén de alimentos y como vivienda de los artesanos que elaboraban piezas sutiles de cerámica y tallas elaboradas de madera. Luego de la conquista se abandonaron estas características de construcciones y los invasores impusieron su modelo de construcción.

## Descripción
La Huaca San Borja es una pirámide trunca, de perfiles escalonados y planta ligeramente trapezoidal. Tiene aproximadamente 50 metros de largo por 40 de ancho y 6.50 de alto en su parte mejor conservada. Está hecho predominantemente de tapiales o adobones, según la técnica constructiva de su época (cultura ichma). Cabe destacar también el uso en los rellenos constructivos con restos de estructuras de la cultura lima, como adobitos y de fragmentos de tapia reutilizados, así como cantos rodados y barro, depositados en bolsas de fibra vegetal (shicras). 
Tiene un muro perimetral de tapiales, de gran altura, que rodea tres de sus cuatro lados y en su interior se observa un segundo muro perimetral. Esta estructura permite que contenga, en su interior, un complejo arquitectónico que incluye recintos, pasadizos, patios, escalinatas, entre otros recintos.

## Estudios

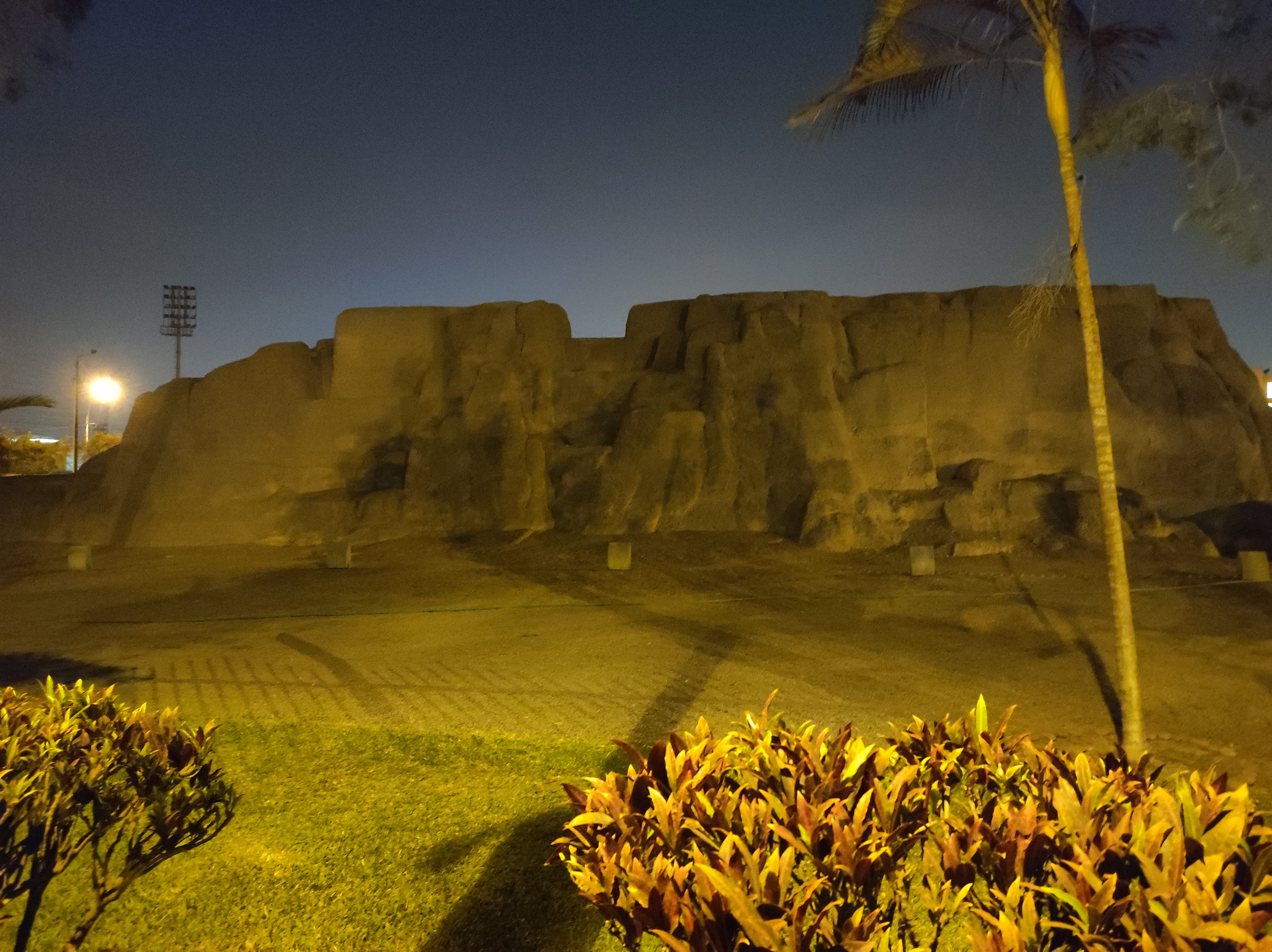
Vista nocturna de la Huaca San Borja.

La Municipalidad de San Borja, ha firmado un convenio con la Universidad de Lima para la ejecución de un proyecto de investigación arqueológica, y actualmente ambas instituciones se encuentran cumpliendo cabalmente con los puntos principales de dicho convenio. En la Gaceta del municipio de San Borja, número. 31 y 32 del febrero de 1988, dedicada a los valores culturales, en la página 14 titulado “Investigan Huacas”, en este boletín se brinda información sobre el proyecto, debido a que este centro arqueológico carecía de datos bibliográficos o escritos, los administradores del proyecto comenzaron a investigar fuentes etnográficas y otros documentos sobre el sitio. El monumento está habitado desde 1988, al igual que el asentamiento humano San Juan Masías que posteriormente se urbanizó; sin embargo, sus datos aún son insuficientes y escasos. Es importante señalar, que gracias a la investigación de fotografías aéreas, ahora sabemos que el monumento en estudio no se encontró solo, sino que formaba parte de al menos cuatro montículos. Se han encontrado dos fragmentos arquitectónicos en el ángulo noreste del Parque Túpac Amaru y otro pequeño montículo en la esquina sureste, al interior del Instituto Peruano del Deporte, al costado de la avenida Canadá. Entre 1988 y 1993, el arqueólogo Alberto Bueno Mendoza realizó excavaciones en el lugar. Posteriores investigaciones han complementado la información obtenida, permitiendo identificar los periodos de ocupación cultural y determinar su función. Se puede asegurar ahora que fue un centro religioso y administrativo menor de la cultura Ichma, del periodo de los señoríos independientes post Huari. Fuentes orales dicen que los materiales arqueológicos se crearon cuando se destruyó el terreno de Las Torres. Teniendo en cuenta la calidad de las estructuras monumentales encontradas con potencialidades a tener mayores hallazgos, el logro de las metas trazadas y el efecto multiplicador del éxito de los firmantes del convenio de cooperación cultural, la municipalidad de San Borja y la Universidad de Lima acordaron suscribir otro convenio que prorrogue su cooperación en 1990. Con la condición de considerar que el edificio arqueológico requería la continuidad de la obra hasta su culminación y la decisión institucional acordó prorrogar definitivamente la última fase de la obra por dos años. Las excavaciones arqueológicas continuaron mientras transcurrían los años, luego el INC (Instituto Nacional de Cultura del Perú) emprendió un proyecto de conservación y restauración del monumento como la fase final del trabajo en el sitio, además se enviaron planes de trabajo a las agencias pertinentes y se aprobaron en todas las secciones. Desde el 2000 se empezaron las obras de recuperación y puesta en valor, siendo preparada para recibir visitas guiadas.

## Gestión
La Huaca San Borja ha pasado por tres procesos de gestión desde 1986, cuando se tomó la primera iniciativa para restaurarla. Fue encontrado en abandono y considerado un lugar peligroso por vecinos y transeúntes, desconociendo su valor patrimonial, por encontrarse como un lugar oscuro y desierto, fue considerado un basurero y habitado por gente de mal vivir. Gerentes responsables de huaca ven desafíos en cada período como tema personal por solucionar de la mejor manera posible. Todo esto se ha logrado gracias a la habilidad, la creación de redes y contactos que lograron gestionar los responsables de la huaca, notándose el compromiso con la causa. Estas tareas deben ser coordinadas y apoyadas por la dirección de la agencia. El marco legal firmado no es suficiente para garantizar el desarrollo de Huaca SB. Nótese que Incluso en la peor crisis económica del siglo XX (período de 1985 a 1990) vivida en el país, no pudo impedir que intervinieran en la huaca, pero hechos como la falta de compromiso de las instituciones encargadas retrasan su mantenimiento y diferentes obras. También podemos rescatar que estas deficiencias se han ido superando con el tiempo, por ese motivo en la actualidad la Huaca San Borja es la mejor cuidada y conservada de la jurisdicción de este distrito. En una visita, a finales del 2022, se pudo apreciar que la huaca esta cercada en todo su alrededor, cuenta con seguridad personal y sus visitas son estrictamente vigiladas para evitar cualquier daño al monumento. Entendiendo que la conservación también preserva la memoria de una nación. Dado que el patrimonio arqueológico conecta a las personas con su pasado, porque da una idea de quiénes son y de dónde vienen.

## Puesta en valor
En junio del año 2000, el Instituto Nacional de Cultura, hoy Ministerio de Cultura, con apoyo de la Municipalidad de San Borja, emprendió el proyecto de investigación, conservación y puesta en valor de la huaca.